# 심리주의
심리주의(心理主義)는 논리주의에 대립하여 철학적인 여러 문제를 고찰함에 있어서 심리학을 기초로 하겠다는 것이다. 심리학의 효과를 과대시하여 지식 문제나 도덕 문제에 있어서 개인의 주관적 발생조건만을 중요시할 때 심리주의가 된다.

## 관련 철학자
- 프란츠 브렌타노
- 에드문트 후설

## 같이 보기
- 자연화된 인식론